# Zenepos totolirata
Zenepos totolirata é uma espécie de gastrópode do gênero Zenepos, pertencente à família Raphitomidae.